# 邬成香
邬成香（1965年4月—），江西丰城人，汉族，中国民主促进会会员。中华人民共和国政治人物、第十三届全国人民代表大会江西省代表。

## 生平
2018年，邬成香被选为江西省出席第十三届全国人民代表大会代表。